# Little Boy

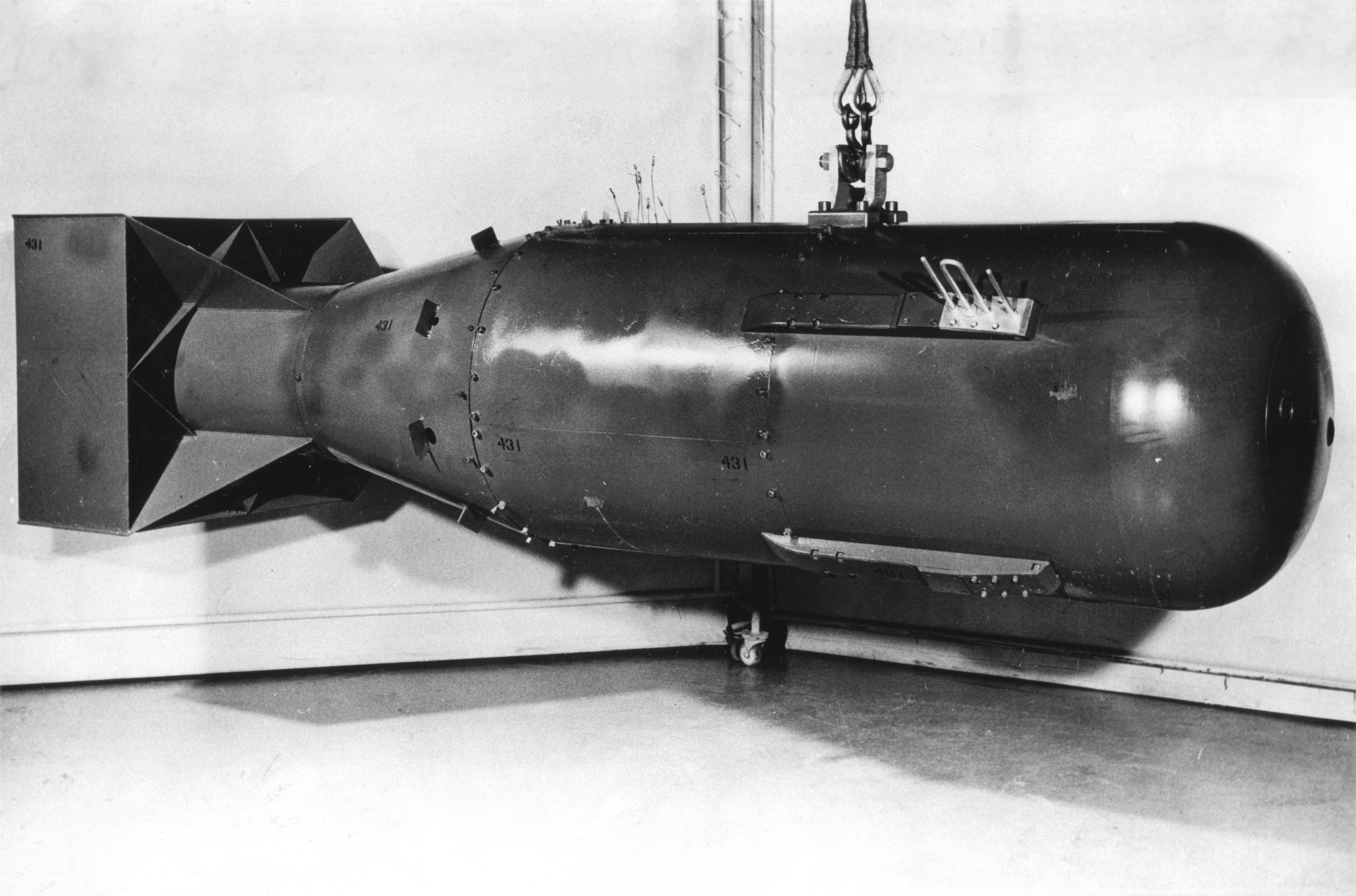
"Little Boy" - prima imagine a bombei, prezentată de Guvernul American după declasificarea documentelor referitoare la aceasta. (1960)

Little Boy ("Băiețelul") a fost numele de cod al primei bombe atomice utilizată într-un conflict armat, care a lovit în dimineața zilei de 6 august 1945, orașul japonez Hiroshima. Bomba a fost lansată de un bombardier B-29 Superfortress pilotat de Colonelul Paul Tibbets de la baza aeriană 393d Bomb Squadron, Missouri Statele Unite.

## Dezvoltarea bombei

### Amenințarea lui Hitler
Faptul că în Germania se descoperise fisiunea nucleară, întărită de un raport al serviciilor secrete britanice (M.I.6), conform căruia, Germania era interesată de fabricile de apă grea din Norvegia, îi neliniștea pe americani. Îngrijorat de modul în care Adolf Hitler, persecuta evreii din Europa, și a posibilității creării unei bombe nucleare, fizicianul maghiar-evreu Leó Szilárd, i-a trimis fizicianului Albert Einstein, care la rândul lui, a retrimis scrisoare Președintelui SUA Franklin D. Roosevelt, o scrisoare, prin care îl avertizează de intențiile Germaniei . Scrisoarea primită în august 1939, a alarmat autoritățile, care au pus bazele Proiectului Manhattan, proiect la care a și lucrat.

### Proiectul Manhattan
Little Boy a fost rodul Proiectului Manhattan, un program american ambițios care încă din 1939 urmărea dezvoltarea primei arme nucleare. Proiectul a fost demarat ca un răspuns la zvonurile, cum că germanii lucrează la o bombă atomică..  În urma atacului japonezilor din 1942 asupra flotei americane aflată la baza navală Pearl Harbour și implicarea Americii în Al Doilea Război Mondial, Statele Unite ale Americii împreună cu aliații săi Regatul Unit și Canada au accelerat demersurile de creare a bombei. Era o bombă cu încărcătură de uraniu 235, prin bombardarea cu neutroni lenți avea loc o reacție nucleară în lanț, generator de căldură, cu un efect devastator.
Dezvoltarea primelor prototipuri și experimente au fost făcute la începutul anului 1943, imediat după deschiderea Laboratorului Național Los Alamos, parte componentă a Proiectului Manhattan. Inițial bomba era de tip „pistol”, ulterior, în aprilie 1944, s-a descoperit că fisiunile spontane ale uraniului puteau fi folosite mai eficient în alte tipuri de bombe.

### Tehnologie
Pentru realizarea bombei, s-a folosit o tehnologie simplă care a constat în ciocnirea a două blocuri de uraniu 235 în urma căreia, se atingea masa critică pentru a declanșa fisiunea. Prin urmare, bomba nu a fost testată, ulterior dovedidu-se că implozia din Testul Trinity și apoi cea de la Nagasaki a fost mult mai eficient. Concluzia specialistilor, a fost că era nevoie de mai puțin material fisionabil și a permis utilizarea de plutoniu 239. Mai mult decât atât, această bombă a fost extem de periculoasă datorită celor două blocuri de uraniu care s-ar fi putut ciocni accidental.

Schema bombei tip „pușcă”: 1. Explozibil convențional (cordită), folosit pentru propulsarea proiectilului; 2. Țeava sau tunul; 3. Proiectilul din uraniu 235; 4. Cilindrul țintă, tot din uraniu 235.

#### Mecanismul de detonare

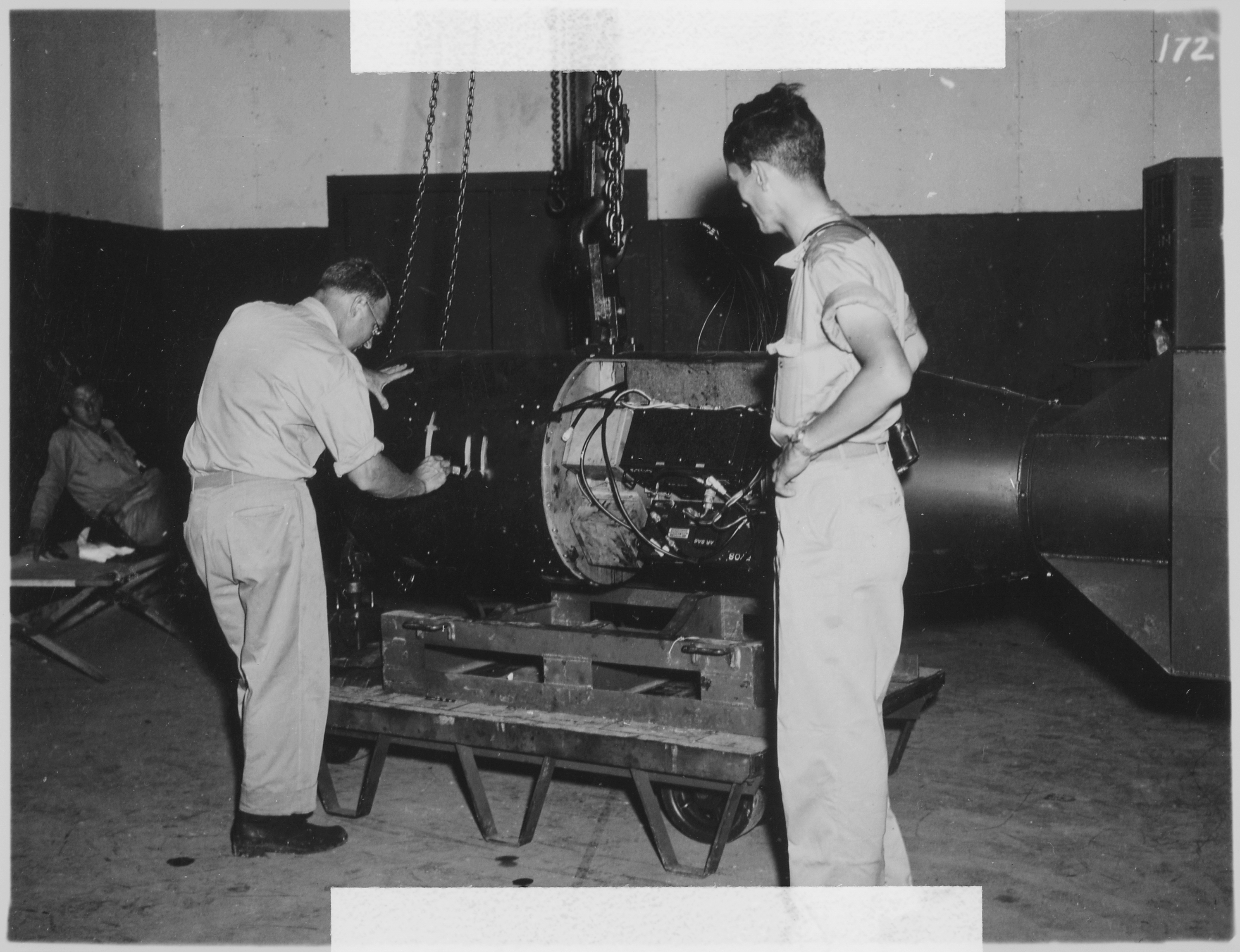
Little Boy inspectată de Comandantul A. Birch (dreapta) și Dr. Norman Foster Ramsey (stânga). Aceasta este o imagine rară deoarece nu au existat multe imagini cu bomba deschisă

Cu toate că, pentru Little Boy s-a folosit același sistem de detonare în aer folosit și pentru Fat Man ("Grăsanul"), bomba continua să fie periculoasă pentru cei care o manevrau. Astfel Capitanul William “Deke” Parsons, a hotărât ca explozibilul convențional (cordită), urma să fie pus în bombă după decolarea avionului. Dacă bomba ar fi căzut în apă, reacția ar fi fost violentă, deoarece apa ar fi accelerat reacția, iar materialul radioactiv ar fi fost dispersat pe zonă mai mare. 
După desprinderea de avion, și armarea bombei, altimetrul și senzorii de presiune s-au activat. Dispozitivele de detonare a corditei au fost conectate la altimetru pentru a sincroniza detonarea cu altitudinea programată. În cazul în care acesta nu ar fi funcționat, altitudinea ar fi urmat sa fie stabilită pe baza unui barometru. Prin determinarea presiunii atmosferice care crește pe măsură ce altitudinea bombei scădea, capsa de detonare a corditei ar fi fost declanșată de barometru. Astfel proiectilul a fost propulsat spre țintă cu 300 m/s, detonând bomba la 600 de metri deasupra solului).

### Componența
Principalele părți componente ale bombei au fost cele două cilindre de uraniu 235, acestea au fost împărțite în proiectil și ținta (proporția 40:60). Proiectilul avea o lungime de 16 cm, 10 cm în diametru și cântărea 25,6 kg. Acesta era format din 6 inele de uraniu, protejate de o placă de oțel și de una de wolfram. Proiectilul a fost ținut într-o cutie de oțel cu pereți de 2 mm grosime.
Ținta, a fost un cilindru format din 2 inele de uraniu îmbogățit care cântăreau împreună 38,4 kg. Ambele cilindre au fost învelite cu o camașă de bor, care avea rolul de a absorbi neutronii. În momentul ciocnirii, învelișul de bor s-a desprins lăsând să aibă loc reacția în camera din oțel și wolfram.
Țeava de oțel, prin care a trecut "proiectilul" avea diametrul de 10 cm, lungimea de 180 cm și cântărea 450 de kg. Pentru ca proiectilul să fie propulsat cu o viteză de 300 m/s, s-a folosit cordită, un exploziv de artilerie, preparat din nitroglicerină și nitroceluloză.
Țeava, împreună cu materialele explozibile și fisionabile au fost învelite într-un strat gros de plumb de aproximativ 60 cm, pentru a proteja de radiații mecanismele electronice și mecanice ale bombei.
La începutul lunii mai 1945, bomba era construită, însă îi lipsea încărcătura de uraniu îmbogățit care încă nu fusese livrată.
1. Stabilizatorul bombei
2. Capătul țevei
3. Detonatorul de presiune
4. Explozibil convențional (cordită)

Schița bombei "Little Boy"

5. Uraniu 235 - 6 inele cu o greutate totală de 26 kg. Acestea jucau rolul proiectilului.
6. Barometru
7. Carcasa de oțel al bombei
8. Fitilul și dispozitivul de armare
9. Țeava din oțel cu diametrul de 10 cm și 200 cm lungime
10. Siguranța bombei
11. "Cămașă" de oțel
12. Uraniu 235 - două inele (38 kg). Acestea erau "ținta", urmând să fie lovite de cele 6 inele de uraniu 235.
13. Cameră reflectorizantă din wolfram (2.300 kg)
14. Neutroni inițiatori
15. Altimetru și radar - în total 4 radare (APS-13)
16. Pârghie de siguranță (nu apare în schiță)

## Alegerea țintei
Pe 11 mai 1945, o comisie formată din Generalul Farrell, Colonelul Seeman, Capitanul Parson, Maiorul Derry și profesorii Robert Oppenheimer, Stearns, Wilson, Tolman au încearcat stabilirea țintei pentru Little Boy. Au fost menționate șase ținte, acestea au fost:
1. Orașul industrial Kyoto, acesta avea o populație de 1.000.000 locuitori. Kyoto mai era și un important centru educațional. Orașul era clasificat ca țintă de tip AA.
2. Orașul Hiroshima, dispunea de numeroase depozite de armament, de un port și era și el un centru industrial. Orașul era clasificat ca țintă de tip AA.
3. Orașul Yokohama, era un centru industrial, unde se produceau avioane, aparate electrice și combustibili. Orașul era clasificat ca țintă de tip A.
4. Kokura Arsenal acesta era unul dintre cele mai mari arsenale din Japonia și era inconjurat de numeroase așezari urbane și industriale. Țintă de tip A.
5. Portul Niigata era situat la NV de coasta Honshu. În zonă se regăseau numeroase fabrici și rafinării. Țintă de tip B
6. A șasea țintă a reprezentat-o Palatul Emperor

În cele din urmă, pe 2 august a fost ales orașul Hiroshima, deoarece acesta a fost ferit de bombardamentele convenționale pentru a putea fi testată bomba nucleară. Americanii considerau că, pentru a observa mai bine efectele bombei, orașul nu trebuia să prezinte urme ale altor bombardamente.

## Bombardarea

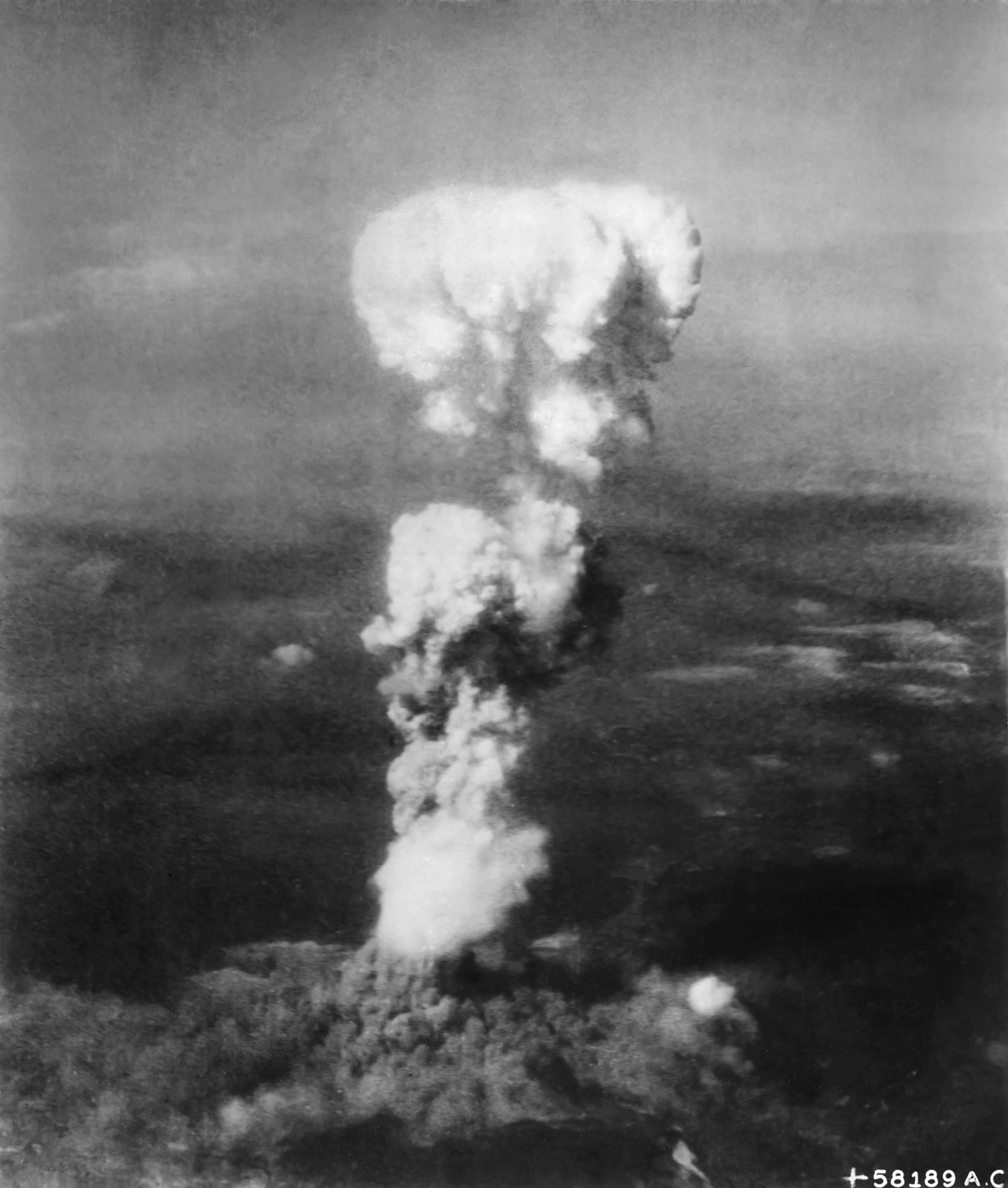
Fotografie realizată de una din cele șase aeronave care au participat la misiunea specială nr. 13

În dimineața zilei de 6 august 1945, la ora 8:15, bombardierul Enola Gay, pilotat de Colonelul Paul Tibbets de la baza aeriană 393d Bomb Squadron,  Missouri Statele Unite, lansează bomba deasupra orașul japonez Hiroshima. Cu o lungime de 3 metri și un diametru de 71 cm, bomba cântărea 4.000 kg, din care 64 kg reprezenta uraniul 235. Puterea exploziei a fost estimată la aproximativ 12 kiloton de TNT, ucigând aproximativ 140.000 de oameni.

### Desfașurarea evenimentelor
- La ora 7:09 bombardierul Enola Gay, zburând cu 600 km pe oră la o altitudine de 9.467 metri (31.060 ft [9]), în misiunea specială de luptă nr. 13, a ajuns la locul prescris de unde a comunicat că cerul este complet acoperit de nori, și că recomandă îndeplinirea scopului principal: bombardarea.
- La ora 8:15 bomba a fost aruncată; brusc avionul a fost năpădit de o lumină mai puternică decât a soarelui. Ținta bombei ar fi trebuit să fie Podul Aioi, iar ciuperca ar fi trebuit să se înalțe la 600 de metri deasupra solului, însă "Little Boy" a căzut la 260 de metri de obiectiv, ratând ținta. La impact, s-a produs o explozie atomică de 10 kilotone care a creat un glob de foc cu un diametru de mai mulți kilometri, s-a ridicat direct vertical, amețitor de repede, dilatându-se neîncetat. De el atârna o coadă de fum, aburi.
- La ora 8:16, 66 000 de oameni au fost omorâți și 69 000 au fost răniți. Punctul vaporizării totale a măsurat 1 km în diametru. Distrugerea totală s-a produs într-o zonă cu diametrul de 1,8 km. Pagube importante au fost provocate pe o zonă cu diametrul de 3,5 km. La 4 km, tot ce era inflamabil a ars.
- La ora 18, primele știri despre aruncarea bombei atomice asupra Hiroshima sosesc de la radioul britanic. Noul președinte american Harry S. Truman anunță o imensă reușită a oamenilor de știință.
- La ora 21, știrile. Declarația comună a președintelui american Harry S. Truman și prim-ministrul Regatului Unit, Winston Churchill. Este vorba de 300.000 de morți, două miliarde de dolari a costat construcția bombei, 180 000 de oameni au contribuit la aceasta din care 14.000 fizicieni și ingineri[10].

## Efectele bombei

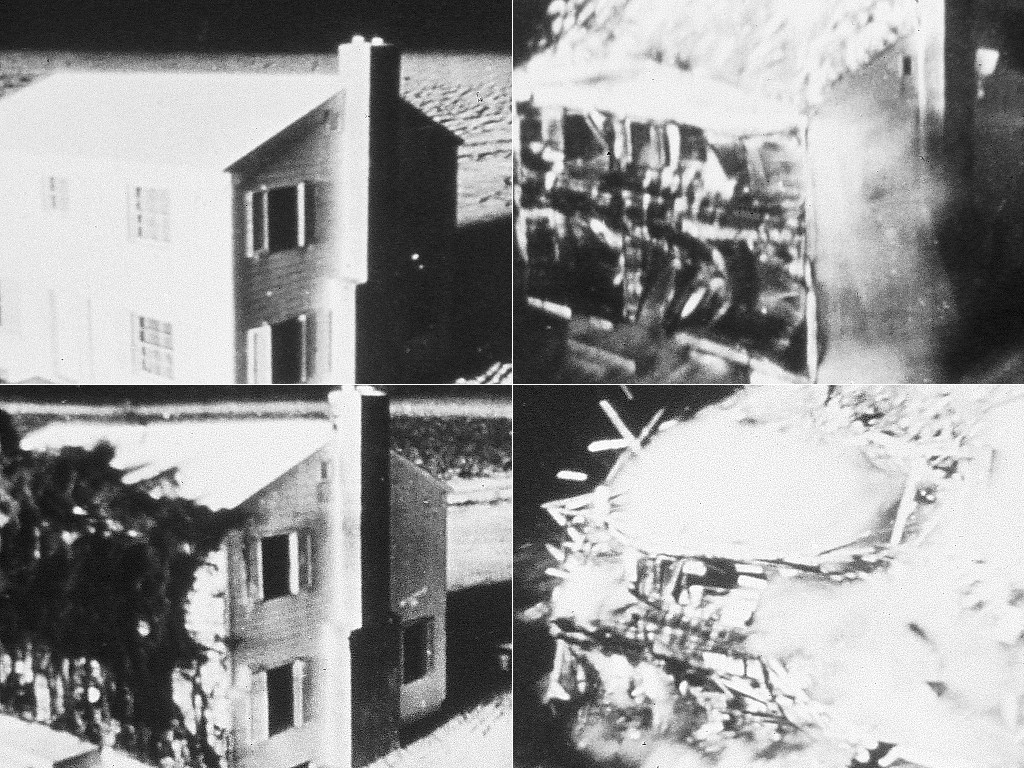
O casă din lemn, distrusă de o bombă nucleară. Acest experiment a făcut parte din Operațiunea Upshot-Knothole realizată pe 17 martie 1953 în Poligonul de teste Nevada

Sondele parașutate înainte de explozie, care au măsurat puterea exploziei, au arătat că Little Boy a generat aproximativ 12 kilotone. Daunele au fost generate de cumulul celor trei efecte: explozie, incendiu și radiații.

### Efectele exploziei

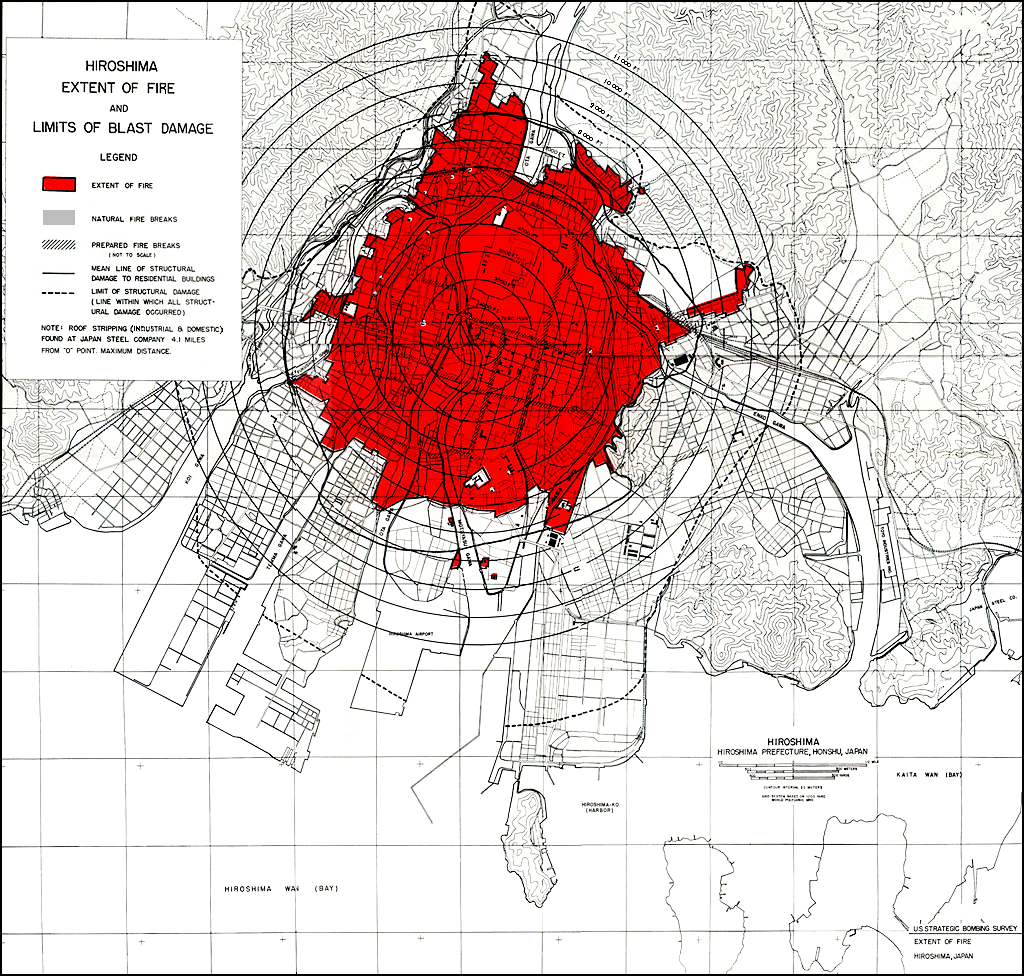
Harta ce prezintă efectele exploziei.

Explozia bombei a generat o sferă de foc (o ciupercă) și radiații X  care au fost dispersate în toate direcțiile, cu viteza sunetului. Little Boy a oferit specialistilor ocazia de a studia efectele exploziei, mult mai bine decât a făcut-o Fat Man. Relieful pe care era amplasat orașul, fară denivelări pronunțate, a favorizat propagarea undei generată de explozie.
Pe o rază de 1,8 km, forța exploziei a fost de 5 psi distrugând complet toate clădirile, iar pagube importante au fost provocate pe o zonă cu diametrul de 3,5 km.
În Testul Annie, realizat pe 17 martie 1953, în Poligonul de teste Nevada, a arătat efectele pe care le are o explozie de 5 psi asupra clădirilor, în imaginea din dreapta se poate vedea forța distructivă a exploziei.

### Incendiul
Explozia a fost urmată de o lumină orbitoare, însoțită de o minge de foc care emana multă căldură. La Hiroshima mingea de foc a avut 370 de metri, temperatura din interiorul ei fiind de 3.980 °C. În jurul punctului critic, pe o rază de 500 de metri totul, fie s-a vaporizat, fie s-a transformat instantaneu în carbon. Lumina radioactivă a afectat toate zonele expuse, iar zonele ferite de lumina exploziei au devenind umbre. Asfel, umbra unui om dispărut în timpul exploziei a fost imprimată de razele x, pe treptele Bancii Sumitomo (aceasta se afla la 250 de metri de „zona 0”). Furtuna de foc s-a întins pe un diametru de 3 km, bucățile de materiale flamabile, conductele de alimentare cu gaz metan secționate, au contribuit la menținerea și formarea de noi incendii. În plus, misiunea pompierilor a fost dificilă datorită căilor de acces și al conductelor de alimentare cu apă sparte, făcând hidranții inutili.
Determinarea numărului victimelor în timpul exploziei și al celor dispărute în incendii, este dificil de determinat, pentru că multe dintre acestea s-au vaporizat în primele momente ale exploziei sau au fost arse în incendii ce au urmat. Din această cauză nu se poate determina numărul celor care au scăpat de explozie și au murit în incendii.

### Radiațiile
În zona de impact cenușa și praful au fost puternic radioactive. Suprafața afectată de contaminarea radioactivă este mult mai mare comparativ cu celelalte efecte distructive ale bombei. Bombele cu detornare în aer, pot risipi radiațiile în stratosferă, având un impact asupra mediului la nivel global. În cazul "Băiețelului", detonarea a avut loc la 600 metri, fapt pentru care la sol nu s-a format crater și nu a existat o sursă pentru emisiile de radiații. Cele mai multe radiații gama și radiații de neutroni au fost emise de sfera de foc care s-a ridicat deasupra orașului. S-au mai produs și radiații ultraviolete, infra-roșiu care s-au răspândit cu viteza luminii. Persoanele afectate de o cantitate mare de radiație au murit pe loc, altele au decedat după 2-3 zile. Radiațiile au afectat pe rând măduva osoasă, sistemul imunologic, fiind urmate de moartea victimei.